# J.R. contraataca
J.R. contraataca es una película cómica, dirigida por Francisco Lara Palop y estrenada en 1983. Se trata de una parodia de la serie de televisión Dallas, y es una continuación de otro film, con el mismo reparto y dirección, titulado Le llamaban J.R..

## Argumento
J.R. (Pepe da Rosa) ha sido herido de bala en sus partes más sensibles. Tras pasar una temporada en el hospital, y ansioso de venganza, regresa para buscar al culpable. Eso sí, acompañado de un guardaespaldas que impida la presencia de mujeres que pudieran acercársele, retrasando así su recuperación. 

## Reparto
| Intérprete                | Personaje      |
| ------------------------- | -------------- |
| Pepe Da Rosa              | J.R.           |
| Mary Santpere             | Eli            |
| Antonio Garisa            | Jorge          |
| María Salerno             | Elena          |
| José Carabias             | El Enano       |
| Guillermo Montesinos      | Tobi           |
| Pedro Valentín            | Macario        |
| Mónica Cano               | Canela         |
| Pilar Alcón               | Cristina       |
| Ana Gracia                | Ana Gracia     |
| Francisco Andrés Valdivia | Doctor Capullo |
| Miguel Rellán             | Anacleto       |
| Ángel Quesada             | Ray            |
| Cristina Cottrelli        | Doncella       |
| Adrián Ortega             | Notario        |
| José A. Rodríguez Pipo    | Cura           |
| Fernando Sala             | Abogado        |
| Carlos Santurio           | Pasota         |
| Alexia Loreto             | Secretaria     |
| Frances Ondiviela         | Secretaria     |
| Cristina Higueras         | Secretaria     |
| Tomás Zori                | Juez           |
| Beatriz Escudero          | Purita         |
| Juan Miguel Cuesta        | Narrador       |

- Datos: Q5923859